# Melanopyge
Melanopyge este un gen de fluturi din familia Hesperiidae. 

## Specii
- Melanopyge cossea (Druce, 1875) Columbia
- Melanopyge erythrosticta (Godman & Salvin, 1879) sud-estul Mexicului până în Panama
- Melanopyge hoffmanni (Freeman, 1977) sud-estul Mexicului, Belize
- Melanopyge maculosa (Hewitson, 1866) Panama, Columbia, Ecuador, Venezuela
- Melanopyge mulleri (Bell, 1934) sud-estul Mexicului